# من (ميزان)

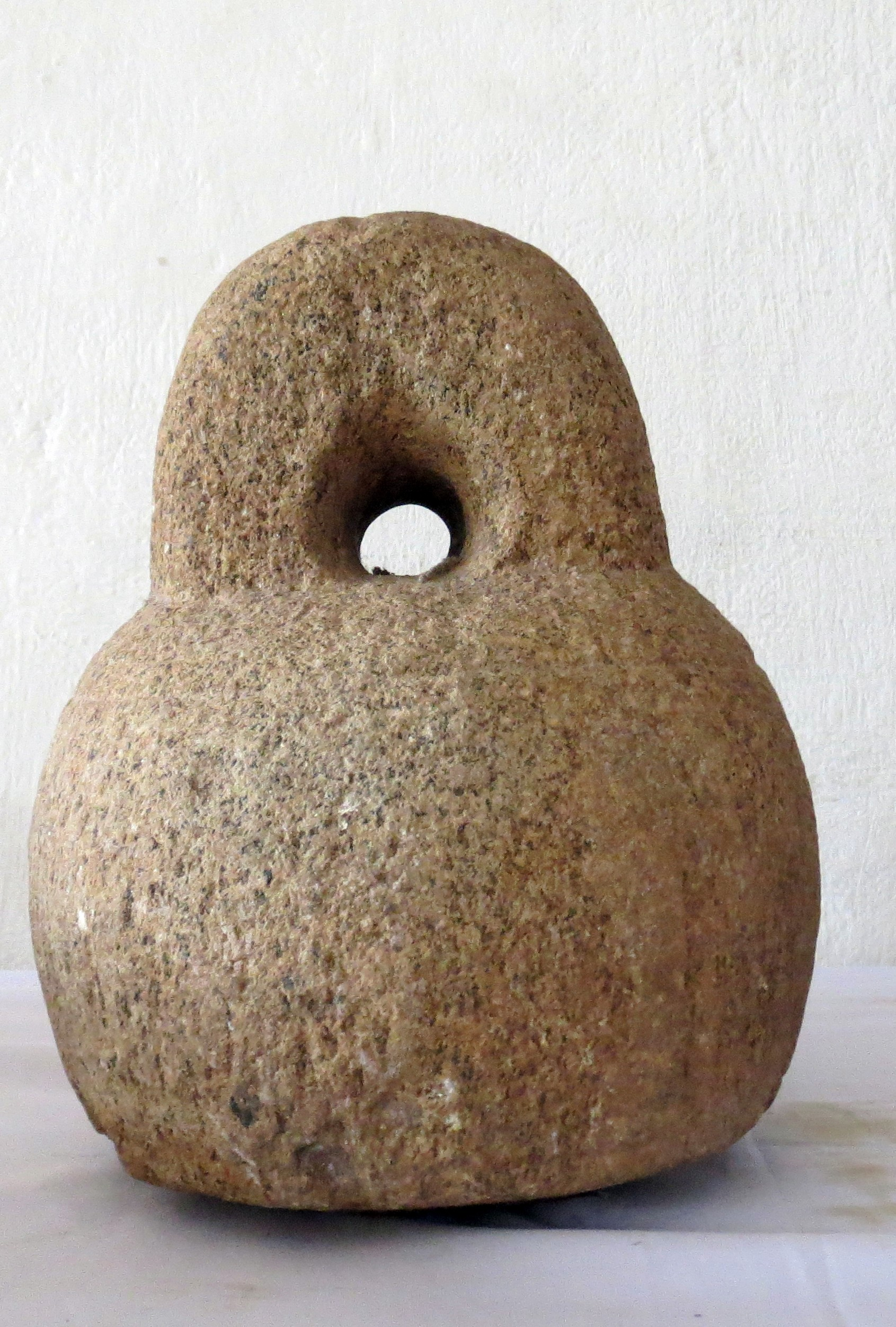

- المَنُّ لغة: مؤخوذة من المنا الذي يوزن به ومقداره رطلان .

مقدار المَّن : قدر ب620 درهما
مقدار المن:
- عند الحنفية يقدر المن ب812.5 غرام.
- وعند الجمهور: 773.5 غرام.

## المصدر
علي جمعة المكاييل والموازين الشرعية.